# Udeterus dichotomus
Udeterus dichotomus är en skalbaggsart som beskrevs av Maria Helena M. Galileo 1987. Udeterus dichotomus ingår i släktet Udeterus och familjen långhorningar. Inga underarter finns listade i Catalogue of Life.